# U-37 (1938)
U-37 — большая океанская немецкая подводная лодка типа IX-A, времён Второй мировой войны. Заказ на постройку был отдан 29 июля 1936 года. Лодка была заложена на верфи судостроительной компании «АГ Везер» в Бремене 15 марта 1937 год под заводским номером 942. Спущена на воду 14 мая 1938 года. 4 августа 1938 года принята на вооружение и под командованием капитан-лейтенанта Хейнриха Шуча вошла в состав 6-й флотилии.

## История службы
Совершила 11 боевых походов, потопила 53 судна (200 124 брт), 2 военных судна (2 404 т) и повредила 1 судно (9 494 брт).

### 1-й поход
19 августа 1939 года U-37 вышла из Вильгельмсхафена под командованием капитан-лейтенанта Хейнрих Шуч. Проведя примерно четыре недели в северной Атлантике, 15 сентября 1939 года лодка вернулась в порт.

### 2-й поход
5 октября 1939 года U-37 вышла из Вильгельмсхафена для ведения операций в составе волчьей стаи в северной Атлантике, однако на сей раз уже под командованием капитана цур зее (нем. Kapitän zur See) Вернера Хартманна.
Во время этого похода лодка потопила восемь судов: четыре британских, два греческих, одно французское и одно шведское, включая британский грузовой пароход SS Yorkshire шедший с союзным конвоем HG-3, направляясь из Гибралтара в Ливерпуль. 8 ноября Хартманн вернул лодку в порт после порядка пяти недель, проведенных в море.
24 октября 1939 года между 11:47 и 12:12 после атаки на SS Tafna примерно в 100 милях к западу-юго-западу от Гибралтара на нырнувшую лодку с нескольких самолетов были сброшены глубинные бомбы. U-37 погрузилась на глубину 105 м и не была повреждена благодаря тому, что заряды взорвались намного выше. Хартманн мудро решил прокрасться на глубину 80 м и приказал большинству экипажа лечь и отдыхать, так как вскорости после этого из Гибралтара прибыли HMS Keppel, HMS Vidette и HMS Watchman, сходу начавшие противолодочные мероприятия в этом районе.
В 16:45 HMS Keppel, после получения хорошего гидроакустического контакта, сбросил по полной схеме пять глубинных бомб, установленных на 250 футов (76 м), в точке 36°03′ с. ш. 7°33′ з. д., и отметил всплывшие пузыри и масляные пятна. Восстановить гидроаккустический контакт не удалось. На лодке в этот момент были выключены гидрофоны, и экипаж был застигнут врасплох столь точными подрывами, заставившими лодку срочно нырнуть до 95 м.
В 18:20 HMS Watchman сбросил одну глубинную бомбу, установленную на 150 футов (45 м), с бортовой минной установки в точке 36°02′ с. ш. 7°18′ з. д. и потерял контакт с лодкой после сброса оставшихся до полной схемы четырёх глубинных бомб. Хартманн слышал эти взрывы на некотором отдалении, но отдавал себе отчет в том, что они не смогут оставаться под водой всю ночь, так как команда уже начала дышать через калийные картриджи, поэтому приказал готовиться к затоплению, прежде чем всплыть в полной боеготовности в 21:45. Однако он обнаружил, что эсминцы покинули район, и U-37 получила возможность незаметно удалиться, направившись на юго-запад с заклинившим от экстремального давления на глубине казенником палубного орудия.
3 ноября 1939 года лодка слегка пострадала от авианалёта.

### 3-й поход
1 января 1940 года U-37 была переназначена во 2-ю флотилию с базированием в Вильгельмсхафен.
28 января 1940 года лодка отбыла в северную Атлантику под командованием Вернера Хартманна. Как и в предыдущем походе, Хартманн потопил восемь кораблей, но на сей раз три британских, два норвежских, одно датское, одно французское и одно греческое. И на сей раз два судна из общего счета шли в конвое. 8 февраля лодка высадила агента в заливе Доннегал. 27 февраля 1940 года U-37 вернулась в Вильгельмсхафен.

### 4-й поход
30 марта U-37 вышла из Вильгельмсхафена в третий для Вернера Хартманна подряд боевой поход, однако на сей раз в направлении Норвегии. 4 апреля дозаправилась от вспомогательного крейсера Atlantis. И снова Хартманн доказал свою успешность, потопив три судна: норвежское MV Tosca, шведское MV Sveaborg и британское SS Stancliffe. 30 апреля, после двухнедельного похода, лодка вернулась в Вильгельмсхафен.

### 5-й поход
15 мая U-37 под командованием нового командира Виктора Эрна вышла из Вильгельмсхафена в поход к берегам Испании и Португалии. Именно здесь лодка провела свою самую успешную миссию, попав по одиннадцати кораблям, потопив десять из них. Принадлежность их была следующей: три французских, два греческих, два британских, одно шведское, одно аргентинское и одно финское; одно британское судно было повреждено. По истечении трех с половиной недель, 9 июня U-37 вернулась в Вильгельмсхафен.
Нейтральным аргентинским судном было SS Uruguay, шедшее из Росарио в Лимерик также нейтральной Ирландии с грузом маиса. U-37 всплыла и, остановив «Уругвай», изучила бумаги, после чего судно было затоплено с помощью подрывных зарядов. 28 членов экипажа были брошены в море в шлюпках. 15 человек погибло и 13 выжило.

### 6-й поход
1 августа U-37 снова под командованием Виктора Эрна вышла из Вильгельмсхафена. Поход длился всего полторы недели и проходил в Атлантике возле западного побережья Ирландии, закончившийся потоплением единственного британского судна — SS Upwey Grange. 12 августа U-37 вернулась в порт, однако вместо того, чтобы следовать в Вильгельмсхафен, она пришла в Лорьян во Франции, где теперь базировалась 2-я флотилия.

### 7-й поход
17 августа U-37 вновь под командованием Виктора Эрна впервые начала свой поход откуда-то помимо Германии — из Лорьяна. Она должна была сфокусироваться на операциях в районе юго-западного побережья Ирландии. Во время этого путешествия лодке удалось потопить семь судов: пять британских, одно норвежское и одно греческое. Из этих судов одно шло с конвоем OA-220 — британское SS Brookwood, шедшее из Британии в Соединённые Штаты Америки и два судна из конвоя SC-1 — британские шлюпы HMS Penzance and HMS Blarimore, шедшие из Сиднея в Британию. Примерно 24 августа U-37 лодка была атакована как надводным эскортом, так и воздушными силами, в результате чего была вынуждена прервать поход и 30 августа, проведя две недели в море, вернуться в Лорьян.

### 8-й поход
24 сентября U-37 отбыла из Лорьяна в четвёртый поход Виктора Эрна, во время которого она вновь направилась в северную Атлантику. Действуя в течение месяца, U-37 потопила шесть судов, четыре из которых на момент атаки шли под британским флагом в составе конвоев. Лишь одно судно из шести потопленных было египетским. SS Corrientes было потоплено как часть конвоя OB-217, шедшего из Ливерпуля в Северную Америку. SS Heminge являлся частью конвоя OB-220, так же направлявшегося из Ливерпуля в Северную Америку. SS British General был потоплен в составе конвоя OA-222 из Британии в Северную Америку. И, четвёртое судно, SS Stangrant, шло в составе конвоя HX-77 из Галифакса в Британию. 22 октября субмарина вернулась в Лорьян.

### 9-й поход
28 ноября, после почти месяца в порту, U-37 под командованием обер-лейтенанта цур зее Асмуса-Николая Клаузена отбыла для ведения операций в районе северо-западной Африки и Испании. Во время этого похода было потоплено семь судов: два французских, два шведских, два британских и одно испанское. Три из них на момент потопления шли в составе конвоев. Шведские SS Gwalia и SS Daphne и британское SS Jeanne M являлись частью конвоя OG-46 из Британии в Гибралтар. Французские суда — танкер Rhône и субмарина Sfax принадлежали режиму Виши, и были потоплены по ошибке. Пять недель спустя, 14 января 1941 года U-37 вернулась в Лорьян.

### 10-й и 11-й поход
30 января 1941 года U-37 вышла из Лорьяна в направлении побережья Португалии и 8 февраля обнаружила конвой HG-53. На следующий день она потопила два британских судна — SS Courland and SS Estrellano. Третье грузовое судно в свой десятый поход U-37 потопила 10 февраля. Им был британский SS Brandenburg. Также на конвой был направлен немецкий тяжёлый крейсер Адмирал Хиппер, однако к моменту его прибытия 11 февраля от конвоя ему на добивание остались только отбившиеся одиночки. 18 февраля лодка вернулась в Лорьян, проведя 20 дней в море и потопив 4781 т грузов.
27 февраля, выйдя из Лорьяна в свой финальный поход, U-37 направилась на юг Исландии. Здесь удача улыбнулась ей дважды: 7 марта это было греческое грузовое судно SS Mentor и 12 марта исландский траулер Pétursey. 24 дня спустя, 22 марта, U-37 вошла в порт в Киле.

### Служба в виде учебной лодки
1 мая 1941 года U-37 была переведена в 26-ю учебную флотилию, базировавшуюся в Пиллау, в виде учебной лодки. Позднее, 1 апреля 1942 года она была переведена в 22-ю учебную флотилию в Готенхафене, и, наконец, 1 июля 1944 года в 4-ю учебную флотилию, где и оставалась до конца войны. На U-37 проводились испытания новой рубки, предназначенной для подводных лодок типа XXI.

### Судьба
Затоплена экипажем 8 мая 1945 года в Фленсбург-фьорде, в Сённерборгской бухте недалеко от города Фленсбург. Впоследствии поднята и разрезана на металл.

## Командиры
- 4 августа 1938 года — 24 сентября 1939 года — капитан-лейтенант Хейнрих Шуч (нем. Kapitänleutnant Heinrich Schuch)
- 25 сентября 1939 года — 6 мая 1940 года — капитан 3-го ранга Вернер Хартманн (нем. Korvettenkapitän Werner Hartmann)
- 6 мая 1940 года — 26 октября 1940 года — капитан-лейтенант Виктор Эрн (нем. Kapitänleutnant Victor Oehrn)
- 26 октября 1940 года — 2 мая 1941 года — капитан-лейтенант Асмус-Николай Клаузен (нем. Kapitänleutnant Asmus Nicolai Clausen)
- 3 мая 1941 года — 15 ноября 1941 года — капитан-лейтенант Ульрих Фолькерс (нем. Kapitänleutnant Ulrich Folkers)
- 16 ноября 1941 года — 30 июня 1942 года — обер-лейтенант Густав-Адольф Янссен (нем. Oberleutnant Gustav-Adolf Janssen)
- 1 июля 1942 года — 3 января 1943 года — обер-лейтенант Альберт Лауземис (нем. Oberleutnant Albert Lauzemis)
- 4 января 1943 года — 19 ноября 1943 года — обер-лейтенант Хинрих Келлинг (нем. Oberleutnant Hinrich Kelling)
- 20 ноября 1943 года — 8 января 1944 года — обер-лейтенант Петер Герлач (нем. Oberleutnant Peter Gerlach)
- 9 января 1944 года — 21 декабря 1944 года — обер-лейтенант Вольфганг Сейлер (нем. Oberleutnant Wolfgang Seiler)
- 22 декабря 1944 года — 8 мая 1945 года — капитан-лейтенант Эберхард фон Венден (нем. Kapitänleutnant Eberhard von Wenden)

## Флотилии
- 1 апреля 1938 года — 31 декабря 1939 года — 6-я флотилия
- 1 января 1940 года — 30 апреля 1941 года — 2-я флотилия
- 1 мая 1941 года — 31 марта 1942 года — 26-я учебная флотилия
- 1 апреля 1942 года — 30 июня 1944 года — 22-я учебная флотилия
- 1 июля 1944 года — 3 мая 1945 года — 4-я флотилия

## Потопленные суда
| Дата               | Тип                              | Принадлежность | Дата                  | Тоннаж (БРТ) | Груз                                                                           | Судьба | Место                                   |
| SS Vistula         | грузовое судно                   | Швеция         | 8 октября 1939 года   | 1,018        | генеральный груз — сталь и бумага в рулонах                                    | потоплен | примерно 61°00′ с. ш. 0°48′ в. д.       |
| SS Aris            | грузовое судно                   | Греция         | 12 октября 1939 года  | 4,810        | в балласте                                                                     | потоплен | 53°28′ с. ш. 14°30′ з. д.               |
| SS Vermont         | грузовое судно                   | Франция        | 15 октября 1939 года  | 5,186        | в балласте                                                                     | потоплен | 48°01′ с. ш. 17°22′ з. д.               |
| SS Yorkshire       | пассажирское судно               | Великобритания | 17 октября 1939 года  | 10,183       | 58 погибших из 281 человек на борту генеральный груз — парафиновая паста       | потоплен | 44°52′ с. ш. 12°40′ з. д.               |
| SS Ledbury         | грузовое судно                   | Великобритания | 24 октября 1939 года  | 3,528        | 5800т бокситов                                                                 | потоплен | 36°01′ с. ш. 7°22′ з. д.                |
| SS Menin Ridge     | грузовое судно                   | Великобритания | 24 октября 1939 года  | 2,474        | 4200т железной руды                                                            | потоплен | 36°01′ с. ш. 7°22′ з. д.                |
| SS Tafna           | грузовое судно                   | Великобритания | 24 октября 1939 года  | 4,413        | 6900т железной руды                                                            | потоплен | 35°44′ с. ш. 7°23′ з. д.                |
| SS Thrasyvoulos    | грузовое судно                   | Греция         | 30 октября 1939 года  | 3,693        | 3450т французских орехов и 2158т антрацита                                     | потоплен | 49°25′ с. ш. 11°18′ з. д.               |
| SS Hop             | грузовое судно                   | Норвегия       | 4 февраля 1940 года   | 1,365        | в балласте                                                                     | потоплен | 58°55′ с. ш. 0°14′ з. д.                |
| SS Leo Dawson      | грузовое судно                   | Великобритания | 4 февраля 1940 года   | 4,330        | железная руда                                                                  | потоплен | 60°10′ с. ш. 0°39′ з. д.                |
| SS Silja           | грузовое судно                   | Норвегия       | 10 февраля 1940 года  | 1,259        | соль                                                                           | потоплен | 51°21′ с. ш. 11°32′ з. д.               |
| Togimo             | траулер                          | Великобритания | 11 февраля 1940 года  | 290          | 15т свежей рыбы                                                                | потоплен | 50°40′ с. ш. 11°02′ з. д.               |
| SS Aase            | грузовое судно                   | Дания          | 15 февраля 1940 года  | 1,206        | свежие фрукты                                                                  | потоплен | 49°17′ с. ш. 8°15′ з. д.                |
| SS Pyrrhus         | грузовой лайнер                  | Великобритания | 17 февраля 1940 года  | 7,418        | 4000т генерального груза — виски, клюшки для гольфа и вышивка                  | потоплен | 44°02′ с. ш. 10°18′ з. д.               |
| SS Ellin           | грузовое судно                   | Греция         | 18 февраля 1940 года  | 4,917        | уголь                                                                          | потоплен | примерно 44°02′ с. ш. 10°18′ з. д.      |
| P.L.M. 15          | грузовое судно                   | Франция        | 18 февраля 1940 года  | 3,754        | руда                                                                           | потоплен | 43°37′ с. ш. 9°15′ з. д.                |
| MV Sveaborg        | танкер                           | Швеция         | 10 апреля 1940 года   | 9,076        | 6500т газового масла, 4500т дизельного топлива и 2000т топливной нефти         | потоплен | 62°52′ с. ш. 7°34′ з. д.                |
| MV Tosca           | грузовое судно                   | Норвегия       | 10 апреля 1940 года   | 5,128        | генеральный груз — 2000т цинкового концентрата, 2000т хлопка, 1000т злаков     | потоплен | 62°52′ с. ш. 7°34′ з. д.                |
| SS Stancliffe      | грузовое судно                   | Великобритания | 12 апреля 1940 года   | 4,511        | 7200т железной руды                                                            | потоплен | примерно 60°58′ с. ш. 0°53′ з. д.       |
| MV Erik Frisell    | грузовое судно                   | Швеция         | 19 мая 1940 года      | 5,006        | фураж                                                                          | потоплен | 57°25′ с. ш. 9°15′ з. д.                |
| SS Dunster Grange  | грузовое судно                   | Великобритания | 22 мая 1940 года      | 9,494        | генеральный груз                                                               | поврежден | 49.20N, 08.40W 49°20′ с. ш. 8°40′ з. д. |
| SS Kyma            | грузовое судно                   | Греция         | 24 мая 1940 года      | 3,994        | 6000т маиса и 90т груовиков                                                    | потоплен | 48°30′ с. ш. 9°30′ з. д.                |
| SS Sheaf Mead      | грузовое судно                   | Великобритания | 27 мая 1940 года      | 5,008        | в балласте                                                                     | потоплен | 43°48′ с. ш. 12°38′ з. д.               |
| SS Uruguay         | грузовое судно                   | Аргентина      | 27 мая 1940 года      | 3,425        | 6500т маиса                                                                    | потоплен | 43°40′ с. ш. 12°16′ з. д.               |
| MV Brazza          | пассажирское судно               | Франция        | 28 мая 1940 года      | 10,387       | 378 погибших из 575 человек на борту генеральный груз — вино и прочее спиртное | потоплен | 42°43′ с. ш. 11°00′ з. д.               |
| Julien             | траулер                          | Франция        | 28 мая 1940 года      | 177          | -                                                                              | потоплен | 42°50′ с. ш. 10°40′ з. д.               |
| SS Marie José      | грузовое судно                   | Франция        | 29 мая 1940 года      | 2,477        | 5000т генеральный груз                                                         | потоплен | примерно 42°25′ с. ш. 9°08′ з. д.       |
| MV Telena          | танкер                           | Великобритания | 29 мая 1940 года      | 7,406        | 9368т сырой нефти                                                              | поврежден, после пожара на борту выбросился на берег, позднее Испанией с судна откачано 7400т нефти, сам танкер восстановлен и возвращен в строй как Gerona | 42°25′ с. ш. 9°08′ з. д.                |
| SS Ioanna          | грузовое судно                   | Греция         | 1 июня 1940 года      | 950          | лук                                                                            | потоплен | 42°25′ с. ш. 9°08′ з. д.                |
| SS Snabb           | грузовое судно                   | Финляндия      | 3 июня 1940 года      | 2,317        | в балласте                                                                     | потоплен | примерно 45°00′ с. ш. 14°30′ з. д.      |
| MV Upwey Grange    | рефрижераторное судно            | Великобритания | 8 августа 1940 года   | 9,130        | 5380т замороженного мяса и 51 ящиков консервированного мяса                    | потоплен | 54°20′ с. ш. 15°28′ з. д.               |
| SS Keret           | грузовое судно                   | Норвегия       | 22 августа 1940 года  | 1,718        | в балласте                                                                     | потоплен | 54°16′ с. ш. 23°08′ з. д.               |
| SS Severn Leigh    | грузовое судно                   | Великобритания | 23 августа 1940 года  | 5,242        | в балласте                                                                     | потоплен | 54°31′ с. ш. 25°41′ з. д.               |
| SS Brookwood       | грузовое судно                   | Великобритания | 24 августа 1940 года  | 5,100        | в балласте                                                                     | потоплен | 54°40′ с. ш. 27°57′ з. д.               |
| HMS Penzance       | Шлюп типа "Гастингс"             | Великобритания | 24 августа 1940 года  | 1,025        | -                                                                              | потоплен | 54°40′ с. ш. 27°57′ з. д.               |
| SS Blairmore       | грузовое судно                   | Великобритания | 25 августа 1940 года  | 4,141        | 1500 фатомов древесины                                                         | потоплен | 56°00′ с. ш. 27°30′ з. д.               |
| SS Yewcrest        | грузовое судно                   | Великобритания | 25 августа 1940 года  | 3,774        | в балласте                                                                     | поврежден, затонул на следующий день | 55°10′ с. ш. 25°02′ з. д.               |
| SS Theodoros T     | грузовое судно                   | Греция         | 27 августа 1940 года  | 3,409        | маис                                                                           | потоплен | 55°10′ с. ш. 25°02′ з. д.               |
| SS Georges Mabro   | грузовое судно                   | Египет         | 27 сентября 1940 года | 2,555        | ?                                                                              | потоплен | 52°00′ с. ш. 19°00′ з. д.               |
| SS Corrientes      | грузовое судно                   | Великобритания | 26 сентября 1940 года | 6,863        | 1800 тонн генерального груза и кирпичей                                        | 26 сентября поврежден U-32, 28 сентября потоплен U-37 | 53°49′ с. ш. 24°19′ з. д.               |
| SS Heminge         | грузовое судно                   | Великобритания | 30 сентября 1940 года | 2,499        | 3300т угля                                                                     | потоплен | 53°26′ с. ш. 18°33′ з. д.               |
| SS Samala          | грузовое судно                   | Великобритания | 30 сентября 1940 года | 5,390        | 1500т бананов                                                                  | потоплен | примерно 53° с. ш. 18° з. д.            |
| SS British General | танкер                           | Великобритания | 6 октября 1940 года   | 6,989        | в балласте                                                                     | поврежден, на следующий день потоплен U-47 | 51°42′ с. ш. 24°03′ з. д.               |
| SS Stangrant       | грузовое судно                   | Великобритания | 13 октября 1940 года  | 5,804        | 7715т стали и металлома                                                        | потоплен | 58°27′ с. ш. 12°36′ з. д.               |
| SS Palmella        | грузовое судно                   | Великобритания | 2 декабря 1940 года   | 1,578        | генеральный груз и 1000 мешков тюремной почты                                  | потоплен | 40°30′ с. ш. 13°30′ з. д.               |
| SS Gwalia          | грузовое судно                   | Швеция         | 2 декабря 1940 года   | 1,258        | уголь и почта                                                                  | потоплен | 39°22′ с. ш. 14°22′ з. д.               |
| SS Jeanne M        | грузовое судно                   | Великобритания | 2 декабря 1940 года   | 2,465        | 3200т угля                                                                     | потоплен | 39°19′ с. ш. 13°54′ з. д.               |
| SS Daphne          | грузовое судно                   | Швеция         | 4 декабря 1940 года   | 1,513        | уголь                                                                          | потоплен | 38°12′ с. ш. 9°26′ з. д.                |
| SS San Carlos      | прибрежное грузовое судно        | Испания        | 16 декабря 1940 года  | 223          | в балласте                                                                     | потоплен | квадрат DH 9594                         |
| SS Rhône           | танкер                           | Франция        | 19 декабря 1940 года  | 2,785        | топливная нефть                                                                | потоплен | примерно 28°03′ с. ш. 12°54′ з. д.      |
| Sfax (Q182)        | подводная лодка типа «Редутабль» | Франция        | 19 декабря 1940 года  | 1,379        | -                                                                              | потоплен | примерно 28°03′ с. ш. 12°54′ з. д.      |
| SS Courland        | грузовое судно                   | Великобритания | 9 февраля 1941 года   | 1,325        | 1395т генерального груза                                                       | потоплен | 35°53′ с. ш. 13°13′ з. д.               |
| SS Estrellano      | грузовое судно                   | Великобритания | 9 февраля 1941 года   | 1,983        | 900т генерального груза и 1100т консервированной рыбы                          | потоплен | 35°53′ с. ш. 13°13′ з. д.               |
| SS Brandenburg     | грузовое судно                   | Великобритания | 10 февраля 1941 года  | 1,473        | 1800т пиритов и серы                                                           | потоплен | 36°10′ с. ш. 15°38′ з. д.               |
| SS Mentor          | грузовое судно                   | Греция         | 7 марта 1941 года     | 3,050        | в балласте                                                                     | потоплен | 59°30′ с. ш. 25°00′ з. д.               |
| Pétursey           | траулер                          | Исландия       | 12 марта 1941 года    | 91           | свежая рыба                                                                    | потоплен | примерно 58°40′ с. ш. 14°40′ з. д.      |